# Плініу Салгаду
Плініу Салгаду (порт. Plínio Salgado, 22 січня 1895, Сан-Бенту-ду-Сапукаї — 8 грудня 1975, Сан-Паулу) — бразильський журналіст, філософ, політик, заснованик і незмінний лідер найагресивнішого руху бразильського фашизму — Бразильської інтегралістської дії.

## Життєпис
Вже у 20 років він заснував власну газету Correio de São Bento та брав активну роль в політичній журналістиці. Активно брав участь в модерністському русі в літературі, був членом Літературної академії штату Сан-Паулу. Активно просував ідеї націоналізму, боровся проти комунізму і лібералізму.
Він був обраний на посаду федерального депутата від штатів Парана (в 1959) і Сан-Паулу (в 1962) від заснованої ним в 1946 Партії народного представництва (PRP), в 1955 році він був кандидатом у президенти Бразилії, отримавши 8 % голосів. Після перевороту 1964 та заборони PRP він приєднався до партії Арена і був двічі обраний на депутатську посаду від цієї партії: в 1966 і 1970 роках.
У 1974 році залишив політику.